# ニック・ボックウィンクル
ニック・ボックウィンクル（Nick Bockwinkel、本名：Nicholas Warren Francis Bockwinkel、1934年12月6日 - 2015年11月14日）は、アメリカ合衆国のプロレスラー。ミズーリ州セントルイス出身。生年は1936年または1938年、出身地はミネソタ州セントポールとされる場合もある。
1975年11月の初戴冠から1987年に引退するまで、AWA世界ヘビー級王座を通算4回獲得。ヒールの「ダーティ・チャンプ」のスタイルを貫きながらも、延べ8年以上タイトルを保持し、北部の帝王として一時代を築いた。

## 来歴

### デビュー前後
父親のウォーレン・ボックウィンクルは1930年代から1950年代にかけて活躍したプロレスラーであり、少年時代のニックは父の巡業に同行し、後に影響を受けたバディ・ロジャースなどの試合を間近で見る機会に恵まれた。この経験が後のレスラー人生で大きな財産となった。また、各地を転戦していく生活はニック自身が希望していたことであり、後年になって「プロレスラーはスーツケースひとつで旅をする仕事」などと述懐している。
ハイスクールから大学を通してアメリカンフットボールで活動。奨学金でオクラホマ大学に入学したが、膝を負傷して奨学金を失ってからはカリフォルニア大学ロサンゼルス校（UCLA）に転学。マーケティングを学びつつ、学費を稼ぐため在学中にプロレスラーとしてデビューする。デビュー当初は父ウォーレンともタッグチームを組み、1954年11月10日にはロサンゼルスのオリンピック・オーディトリアムにおいてジン・キニスキー&ジョン・トロスと対戦した。UCLA卒業後の1958年から1960年まではアメリカ陸軍に入隊、その間も駐屯地のカリフォルニア地区の試合に出場してキャリアを積み、除隊後にフルタイムのプロレスラーとなった。

### 北米での活躍
1950年代後半から1960年代にかけてはカリフォルニアをはじめオレゴンやワシントンなど太平洋岸全域を主戦場に、ベビーフェイスのハンサム・ガイとして活動。ロサンゼルスのNAWA（後のWWA）ではエドワード・カーペンティアと組んで1961年1月4日にインターナショナルTVタッグ王座を獲得、マイク・シャープ&ゼブラ・キッドなどのチームともタイトルを争った。NWAのサンフランシスコ地区ではウイルバー・スナイダーのパートナーとなり、1962年11月10日にキンジ渋谷&ミツ荒川からサンフランシスコ版のNWA世界タッグ王座を奪取している。太平洋岸北西部では1963年10月30日にトニー・ボーン、1964年5月12日にザ・デストロイヤーを破り、NWAパシフィック・ノースウエスト・ヘビー級王座を2回獲得した。
当時の繁栄テリトリーだったハワイも1960年代全般の主戦場とし、ロード・ブレアースやサム・スティムボートらと共闘して、ジョニー・バレンド、トシ東郷、カーティス・イヤウケア、マイティ・ウルスス、バディ・オースチン、ハードボイルド・ハガティ、モンゴリアン・ストンパー、キラー・コワルスキー、ゴリラ・モンスーン、リッパー・コリンズ、ルーク・グラハム、ハンス・モーティアなどと対戦。ハワイ版のNWA USヘビー級王座をはじめ、同地区認定のタイトルを再三獲得した。
南部の主要テリトリーにおいても、1968年4月3日にテキサスのアマリロ地区でリッキー・ロメロをパートナーに、クルト&カールのフォン・ブラウナーズからテキサス西部版のNWA世界タッグ王座を奪取。ジョージアでは1970年1月3日にジョー・スカルパを破ってNWAジョージアTV王座を獲得、4月17日にはアサシン1号からNWAジョージア・ヘビー級王座も奪取している。同年はドリー・ファンク・ジュニアが保持していたNWA世界ヘビー級王座にも度々挑戦した。
1970年12月より、ミネソタ州ミネアポリスを本拠地とするAWAに定着。NWA圏ではベビーフェイスのポジションにいたが、AWAではバディ・ロジャースの系譜に連なるキザで高慢な金髪の伊達男系ヒールとなり、レイ・スティーブンスをパートナーに迎え、ボビー・ヒーナンをマネージャーに付けて活動。1972年1月20日、スティーブンスとのコンビでザ・クラッシャー&レッド・バスチェンからAWA世界タッグ王座を奪取する。

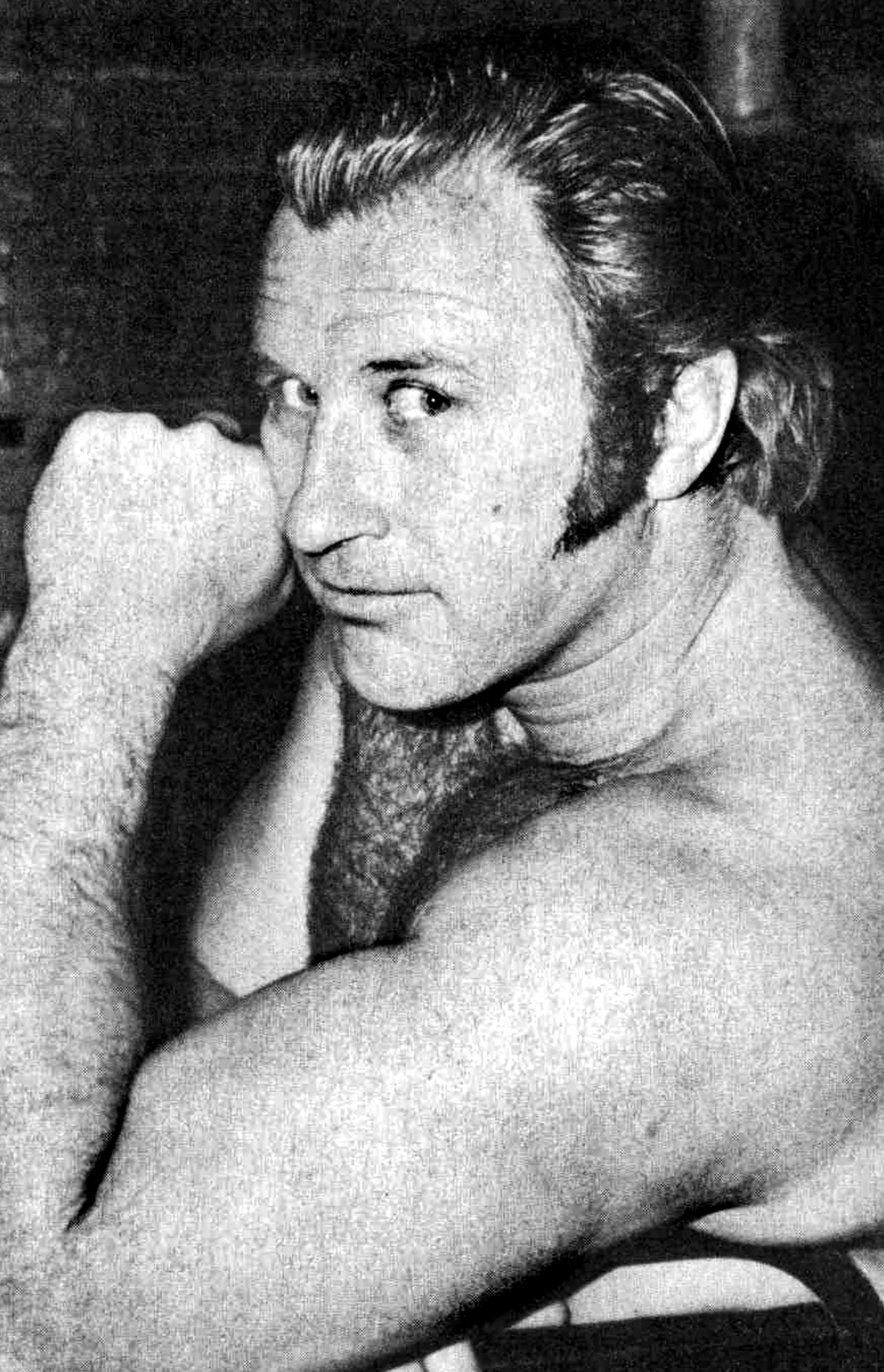
1973年

以降、クラッシャー&ディック・ザ・ブルーザー、バーン・ガニア&ビル・ロビンソン、マッドドッグ・バション&ブッチャー・バション、ドクターX&カウボーイ・ビル・ワット、テキサス・アウトローズなどのチームを相手に防衛戦を行い、AWAを代表する悪党王者チームとして活躍した。NWAのフロリダ地区にもスティーブンスと共に参戦し、1972年7月20日にヒロ・マツダ&ティム・ウッズからNWAフロリダ・タッグ王座を奪取している。
世界タッグ王座陥落後の1975年11月18日、ミネソタ州セントポールにおいてガニアを下し、AWA世界ヘビー級王座を獲得。以後、宿敵のロビンソンや元王者のクラッシャー、バション、ブルーザーなどの挑戦を退け、1979年3月25日にはカナダのトロントにおいて、当時のWWFヘビー級王者ボブ・バックランドとのダブルタイトルマッチも行われた。1980年7月18日にガニアにタイトルを奪還されるも、1981年5月19日にガニアの引退で返り咲きを果たし、AWAが勢力を維持していた1980年代前半まで世界ヘビー級王者として君臨した。
挑戦者群にはAWAのレギュラーメンバー以外にも、アンドレ・ザ・ジャイアント、テリー・ファンク、ペドロ・モラレス、ジャイアント馬場、ボボ・ブラジル、トーア・カマタ、ワフー・マクダニエル、タイガー・ジェット・シン、ミル・マスカラス、ラッシャー木村、ダスティ・ローデス、パット・パターソン、ブルーザー・ブロディ、リッキー・スティムボート、ディック・スレーター、ジェリー・ローラーなどが名を連ねている。1982年からはハルク・ホーガンをトップコンテンダーに迎えて防衛戦を展開。ヒーナン・ファミリーのケン・パテラとボビー・ダンカンを従えた、ホーガン&アンドレとのハンディキャップ戦も行われた。
1982年8月29日にオットー・ワンツに敗れて一時タイトルを失うも、10月9日には奪回に成功。以降もホーガンやローラー、リック・マーテルらを抗争相手に防衛を重ねた。1984年2月23日に日本でジャンボ鶴田に王座を明け渡した後はタイトル戦線から一歩退くも、1986年6月29日に前王者スタン・ハンセンからの剥奪で通算4回目の戴冠を果たす。その後はラリー・ズビスコ、ケンドー・ナガサキ、スコット・ホール、レオン・ホワイトなどの挑戦を受けたが、1987年5月2日にカート・ヘニングに奪取された後、8月の全日本プロレス参戦をもって現役を引退した。

### 日本での活躍
ハワイや太平洋岸で活動していた1964年7月、日本プロレスに初来日。8月19日に名古屋市金山体育館において、キング・トビー・トーマス（シャグ・トーマス）と組んでジャイアント馬場&豊登の保持していたアジアタッグ王座に挑戦した。まだ当時のネームバリューは低かったものの、基礎のしっかりしたレスリングと映画スターばりの甘いマスクで、日本でも将来を嘱望された。
6年ぶりの再来日となる1970年9月には、ジョニー・クインをパートナーにNWAタッグ・リーグ戦の第1回大会に出場。アーニー・ラッド&ロッキー・ジョンソン、ボブ・ループ&ラーズ・アンダーソンなどを抑え、外国側の最多得点チームとして決勝戦に進出し、11月5日に台東区体育館において、日本側代表のアントニオ猪木&星野勘太郎と優勝を争った。シリーズ中は熊本と仙台にて猪木とのシングルマッチも行われている。
AWA定着後の1974年11月、当時AWAと提携していた国際プロレスに初参戦。AWA世界タッグ王者としてレイ・スティーブンスとのコンビで来日し、11月21日に大阪府立体育館において、IWA世界タッグ王者のラッシャー木村&グレート草津との「AWA対IWA」のダブルタイトルマッチが行われた。シングルマッチでも木村や草津、マイティ井上らと対戦している。
AWA世界ヘビー級王座獲得後の1978年12月、AWAの日本での新しい提携先となった全日本プロレスに初登場。ヒーナン・ファミリーの盟友ブラックジャック・ランザと組んで'78世界最強タッグ決定リーグ戦に参加し、馬場&ジャンボ鶴田、ザ・ファンクス、アブドーラ・ザ・ブッチャー&キラー・トーア・カマタ、ビル・ロビンソン&ワイルド・アンガスなどのチームと対戦した。特別試合のシングルマッチでは、馬場、ドリー・ファンク・ジュニア、テリー・ファンクといったNWAの重鎮との対戦や、ザ・シークとの異色対決も行われた。
1979年2月11日には本拠地のミネアポリスで馬場を相手にAWA世界ヘビー級王座の防衛戦を行ったが、同年秋には再び国際プロレスのリングに上がり、10月5日に後楽園ホールにおいて木村の挑戦を受けている。来日中は上田馬之助やルー・テーズとのタッグも実現した。国際プロレスには1980年3月31日の後楽園ホールでのイベントにも出場して、大木金太郎を相手にAWA世界ヘビー級王座を防衛した。

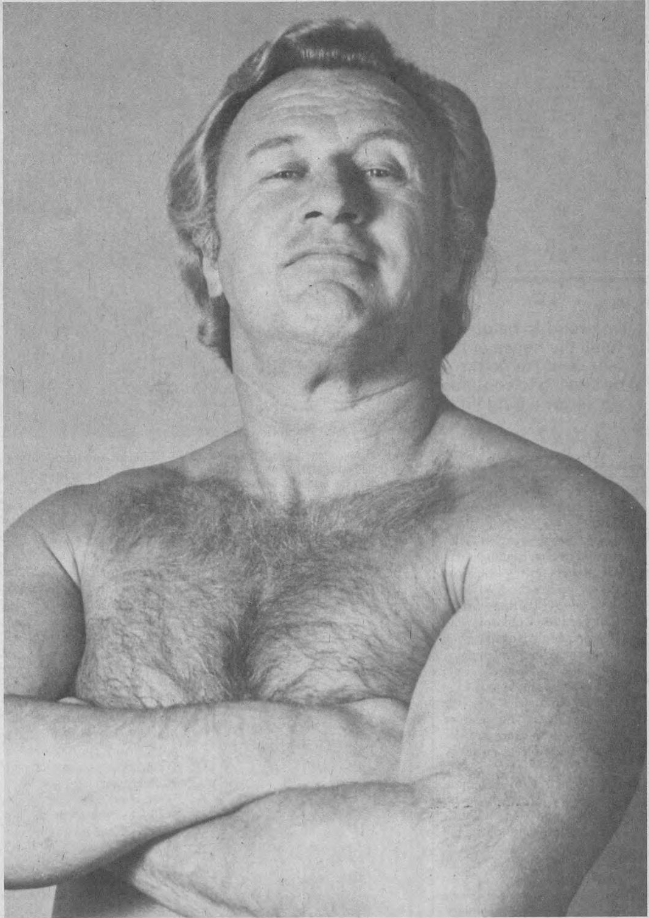
1982年

その後は改めて全日本プロレスを日本での主戦場として、1980年11月開幕の'80世界最強タッグ決定リーグ戦にはジム・ブランゼルをパートナーに出場。1982年新春の来日時には、2月3日に横浜文化体育館にてニコリ・ボルコフと組み、馬場&鶴田のインターナショナル・タッグ王座に挑戦。2月4日には東京都体育館において鶴田を挑戦者に迎え、全日本のリングでは初めてAWA世界ヘビー級王座の防衛戦を行った。
1983年7月13日にも北海道の千歳大会で鶴田の挑戦を退けたが、1984年2月23日、蔵前国技館における鶴田のインターナショナル・ヘビー級王座とのダブルタイトル戦で敗退し、AWA世界ヘビー級王座を明け渡した。無冠となった同年の'84世界最強タッグ決定リーグ戦には、ハーリー・レイスとの元世界王者コンビとして出場。優勝は鶴田&天龍源一郎の鶴龍コンビに譲ったものの、ファンクスやミラクル・パワー・コンビと共に最後まで優勝戦線に残った。
1985年11月開幕の'85世界最強タッグ決定リーグ戦には、後にAWA世界ヘビー級王座を争うカート・ヘニングをパートナーに出場。ジェシー・バーと組んで参加していたレイスとの帝王対決もタッグマッチながら実現した。現役最後の来日となった1987年には、9月12日に倉敷にて鶴田のインターナショナル・ヘビー級王座に挑戦している。

### 引退後
引退後はAWAを離れ、ファミリー・エンターテインメント路線の絶頂期だったWWF（現：WWE）に移籍。1987年から1989年まで、ロード・エージェントやカラー・コメンテーターを担当していた。
1990年9月30日、横浜アリーナで開催されたアントニオ猪木のレスラー生活30周年記念のメモリアル・イベントに、ジョニー・バレンタインをはじめとする猪木の往年のライバルたちと共にスペシャル・ゲストとして招かれた。同年11月26日には浜松アリーナにおいて、グレーテスト18クラブ特別試合としてマサ斎藤と対戦。新日本プロレスのリングでは最初で最後となる試合出場を果たした。
1992年8月5日、UWFインターナショナルの横浜アリーナ大会に来日。AWAや全日本プロレスで名勝負を展開したビル・ロビンソンとエキシビション・マッチを行っている。
1993年5月23日、WCWのPPV "Slamboree 1993" においてドリー・ファンク・ジュニアとエキシビション・マッチで対戦。これが生涯最後の試合出場となり、1994年にはWCWのコミッショナーを務めた。
日本のインディー団体にもレジェンドとして招かれ、2000年4月4日、JPWA（日本プロ・レスリング協会）の旗揚げ戦にUSAチームの監督として来場。藤原喜明率いる日本チームとの対抗戦を見守った。2006年1月には、ZERO1-MAXにおける大谷晋二郎対スティーブ・コリノのAWA世界ヘビー級選手権試合の立会人として久々に来日。このときは試合を見守るだけでなく、「興奮して」大谷にイス攻撃を放つという特別出演も果たしている。
2007年3月31日、WWE殿堂に迎えられ、翌日のレッスルマニア23でも観客に紹介された。2010年3月19日にはWWEのロウで行われたクリスチャン対テッド・デビアス・ジュニアのランバージャック・マッチにおいて、テッド・デビアスやロディ・パイパーらと共に、ランバージャック役を務めるレジェンドの1人として登場した。
2015年11月14日、アルツハイマー病のため死去。80歳没。2016年にはNWA殿堂にも迎えられている。

## 評価

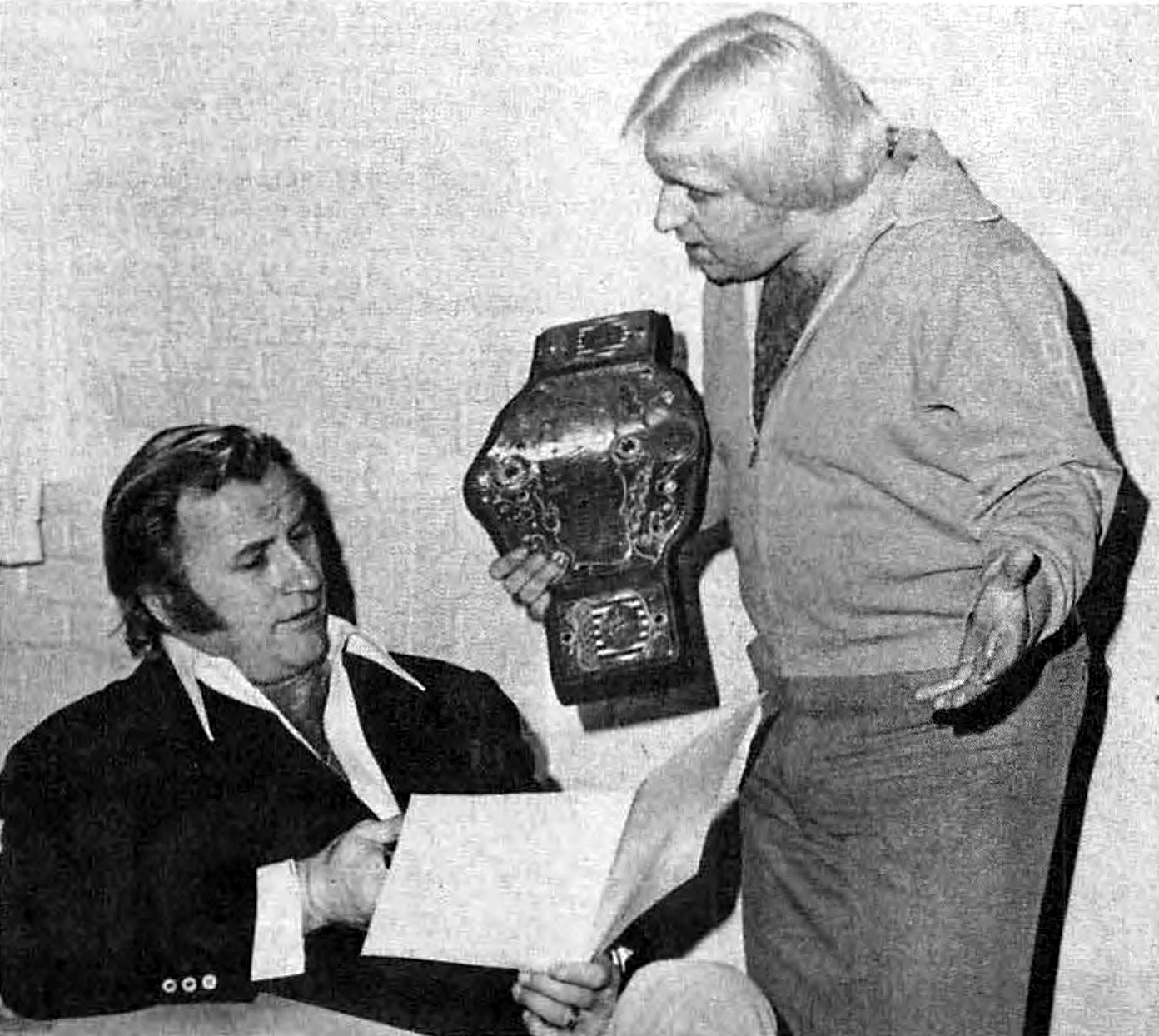
右はマネージャーのボビー・ヒーナン（1979年）

リック・フレアーに先駆け、バディ・ロジャースの流れを汲むヒールの「ダーティ・チャンプ」のスタイルを貫いた。劣勢になるとわざと凶器攻撃を仕掛けたり、セコンドを乱入させたりなどして反則負けを選び、AWA世界ヘビー級王座を防衛することがほとんどだった（AWAではピンフォール、ノックアウト、タップアウトによる勝利でないと王座は移動しなかった）。1980年代前半にAWAで頭角を現していたハルク・ホーガンを相手にしても、この戦術で寄せ付けなかった。
日本でのジャンボ鶴田との防衛戦も多くはこのパターンで逃げ切ったため「反則でも王座移動なら鶴田絶対有利」という声も日本のファンやマスコミにはあったが（王座転落した試合の実況など）、「反則負け、リングアウト負けなどあらゆる負けでも王座が移動する」というPWFルールで1984年2月23日に行われた鶴田のインターナショナル王座とのダブルタイトル戦（この試合はピンフォールでの決着でAWA世界王座から陥落）や、同月26日および3月24日の鶴田とのリターンマッチでは打って変わって本格派の実力を示し、それまでの「ルールに守られている単なるダーティ・チャンプ」という見方が過小評価であることを示した（反則負け防衛が認められるAWAルールで行われた3月24日の試合では、鶴田がベルトでニックを殴打して反則負けとなり、逆に鶴田がダーティ・チャンプとなった）。
ホーガン同様に鶴田もこの試合まではニックを「ルールのおかげで王者を続けられているレスラー」と見做していたが、2月26日の試合後のインタビューでは「ニックは強い」と発言し、この連戦以降はニックを酷評するような発言はピタリと止め、全日本プロレス中継のスペシャル番組「ジャンボ鶴田と5人のライバル」ではスタン・ハンセン、三沢光晴、天龍源一郎、ブルーザー・ブロディと共に、ニックを選ぶほどに評価を高めた。

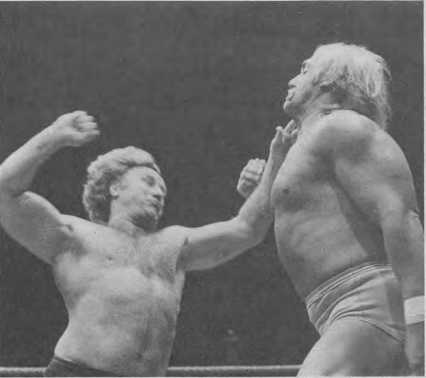
ハルク・ホーガン（右）との防衛戦（1982年）

もっとも、自身が姑息に振る舞うことで挑戦者の実力を引き出して「次にやれば俺たち（地元）のヒーローが勝つ」とファンに思わせるのもダーティ・チャンプの在り方である。相手のスタイルに合わせてレスリングを行い、相手の持ち味を十分に引き出すという意味で「相手がワルツを踊れば私もワルツを踊り、ジルバを踊れば私もジルバを踊る」という言葉を残している（もともとは父親のウォーレンから教えられた言葉である）。ジャイアント馬場は自著でニックのことを「（ダーティ王者と言われながらも）レスリングはオールラウンドで文句なく超一流」「アメリカの一流レスラーたちも、ニックのレスリングの正確さ、うまさには一目も二目も置いている」などと記していた。
ヒールの手本的存在として語られることも多く、トリプルHは雑誌のインタビューで彼のスタイルをモチーフにしていることを公言している。また、非常に理詰めのレスリングを行い、投げ技は上手いが試合では殆ど使わなかった。

## 得意技
- 足4の字固め
- インディアン・デスロック
- コブラツイスト
- パイルドライバー
- スリーパーホールド
- コブラ・クラッチ
- フロント・ネックチャンスリー・ドロップ
- アームロック
- ダブルアーム・スープレックス
- パワースラム

## 獲得タイトル
アメリカン・レスリング・アソシエーション
- AWA世界ヘビー級王座：4回[29]
- AWA世界タッグ王座：3回（w / レイ・スティーブンス）[6]

NWAロサンゼルス / ノース・アメリカン・レスリング・アライアンス
- ビート・ザ・チャンプTV王座：1回[69]
- インターナショナルTVタッグ王座：2回（w / ロード・ブレアース、エドワード・カーペンティア）[12]

NWAサンフランシスコ
- NWA世界タッグ王座（サンフランシスコ版）：1回（w / ウイルバー・スナイダー）[13]

パシフィック・ノースウエスト・レスリング
- NWAパシフィック・ノースウエスト・ヘビー級王座：2回[14]
- NWAハシフィック・ノースウエスト・タッグ王座：3回（w / ニック・コザック×2、バディ・モレノ）[70]

NWAミッドパシフィック・プロモーションズ
- NWA USヘビー級王座（ハワイ版）：1回[19]
- NWAハワイ・ヘビー級王座：2回[20]
- NWAハワイ・タッグ王座：1回（w / ボビー・シェーン）[21]

NWAウエスタン・ステーツ・スポーツ
- NWA世界タッグ王座（テキサス西部版）：1回（w / リッキー・ロメロ）[22]

ジョージア・チャンピオンシップ・レスリング
- NWAジョージア・ヘビー級王座：2回[24]
- NWAジョージアTV王座：3回[23]

チャンピオンシップ・レスリング・フロム・フロリダ
- NWAフロリダ・タッグ王座：1回（w / レイ・スティーブンス）[31]

コンチネンタル・レスリング・アソシエーション
- AWA南部ヘビー級王座：1回[71]

ワールド・レスリング・エンターテインメント
- WWE殿堂：2007年（インダクターはボビー・ヒーナン）[7]

ナショナル・レスリング・アライアンス
- NWA殿堂：2016年[67]

## エピソード
- 子供時代、ルー・テーズにお守りをしてもらったことが自慢だった[8]。父ウォーレンとテーズはジョージ・トラゴス（英語版）のジムで一緒にトレーニングした親友同士だった。
- AWA世界王者時代はマネージャーのボビー・ヒーナンと同様に、そのキャラクター・イメージからカリフォルニア州ビバリーヒルズ出身を自称していた[30]。ハリウッド出身ともされたが、UCLA時代からロサンゼルスを活動拠点としていたのは事実である[9]。
- 入場時に常に右手に持っていた白タオルはバディ・ロジャースを受け継いだもので、後にカート・ヘニングに受け継がれた。
- 1970年9月、日本プロレスの第1回NWAタッグ・リーグ戦にジョニー・クインと組んで参戦。アントニオ猪木&星野勘太郎との決勝戦は延長戦となり、72分の死闘を展開した。この試合は星野が自身のベストバウトに挙げるほどの名勝負として知られている[42][72]。なお、後にグレーテスト18クラブなどで新日本プロレスとの関係が築かれた際に猪木との対戦を表明したが、猪木の拒否（「現役選手ではない」との理由）により実現しなかった。
- 「悪役は善人でないと務まらない」「悪役レスラーほどリングを降りると一変して立派な紳士な場合が多い」の通説通り、リングを降りると常に紳士的に振る舞い、アメリカでも日本でも関係者の評判は非常に良かった[73]。ジャイアント馬場は「"ダーティ王者" と言われているが、人間的にも非常に好感の持てる男」などと評し[68]、菊池孝は「彼（ニック）と知り合えたことは、プロレス・マスコミをやっていて良かったと思ったことの一つ」とまで語っていた[73]。
- ハルク・ホーガンもAWAで活動していた当時は「彼はリングを降りると素晴らしいジェントルマンなのに……どうしてあんなファイトしかしないのか」などと人間性について高く評価する発言を残している[74]。
- 趣味はカメラ、写真撮影で本人曰く「プロ級の腕前」だそうである。その言葉通り、月刊デラックス・プロレスの1981年2月号では、プロ顔負けの見事な撮影の腕前を披露した。
- ユーモアに富んだ人物でもあり、WWE殿堂入り式典のスピーチでは、わざとヒール王者時代のような発言をして会場の笑いを誘っていた。国際プロレス時代にニックと対戦したマイティ井上は足4の字固めをかけられた際、ふざけて面白い顔をされて吹き出しそうになったという[75]。